# Карапакс членистоногих

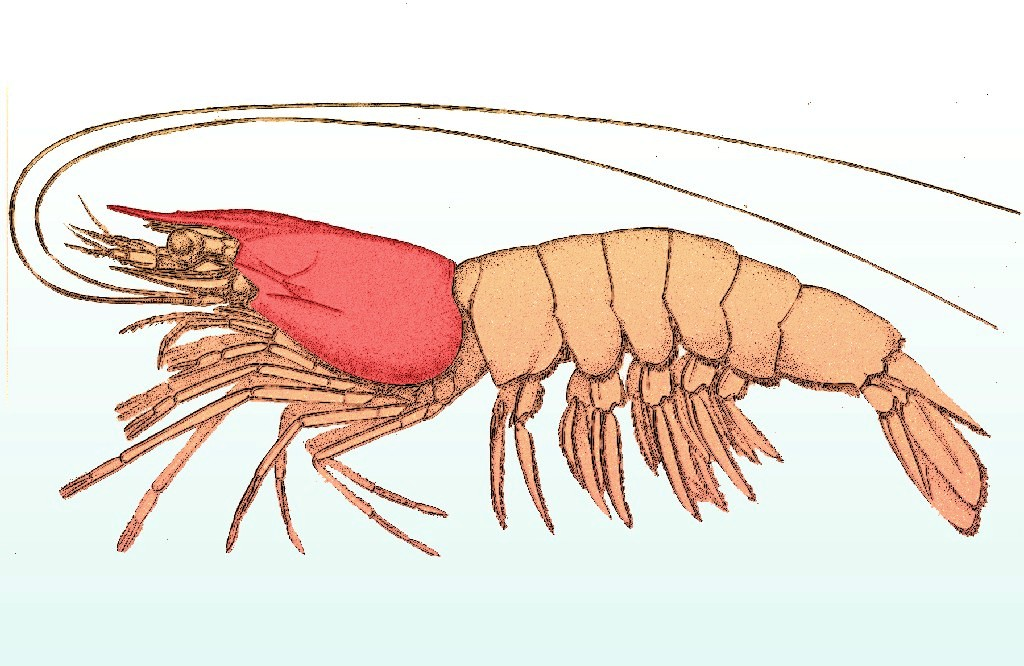
Изображение креветки. Карапакс выделен красным цветом

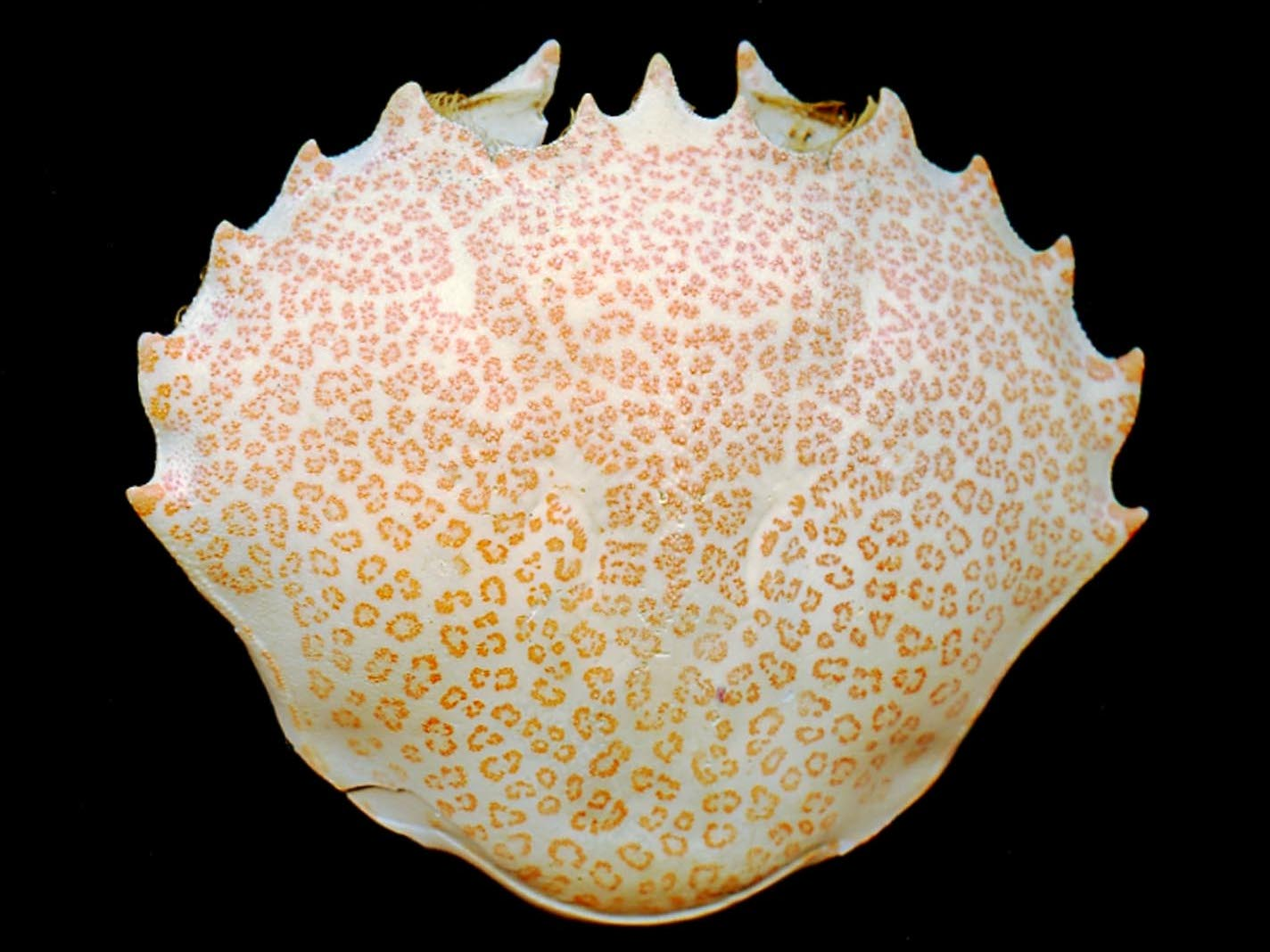
Карапакс краба Ovalipes ocellatus

Карапакс (зоол., лат. carapax) у членистоногих — часть панциря, сплошной щиток, прикрывающий тело сверху. Выполняет функцию опорного и защитного скелета. Карапакс имеется у многих ракообразных и некоторых других членистоногих.

## Карапакс ракообразных
У ракообразных карапакс является производным разросшейся складки экзоскелета заднего сегмента головы. Эта складка формирует сильно выдающиеся спинные и боковые плоские выросты, которые образуют головной щит. Карапакс ракообразных хитинизирован и в разной степени кальцинизирован. Обычно он охватывает сверху и с боков головной, а во многих случаях (полностью или частично) и грудной отдел тела. Карапакс ракообразных может иметь вид полуцилиндра или щита, прикрывающего сегменты туловища. У некоторых (остракоды) он состоит из двух соединенных на спинной стороне створок и напоминает раковину двустворчатых моллюсков. В этом случае карапакс скрывает все тело животного. У высших раков карапакс срастается с сегментами груди.
Карапакс не имеет отношения к первоначальной сегментации, так как лишь прикрывает сегментированное тело.

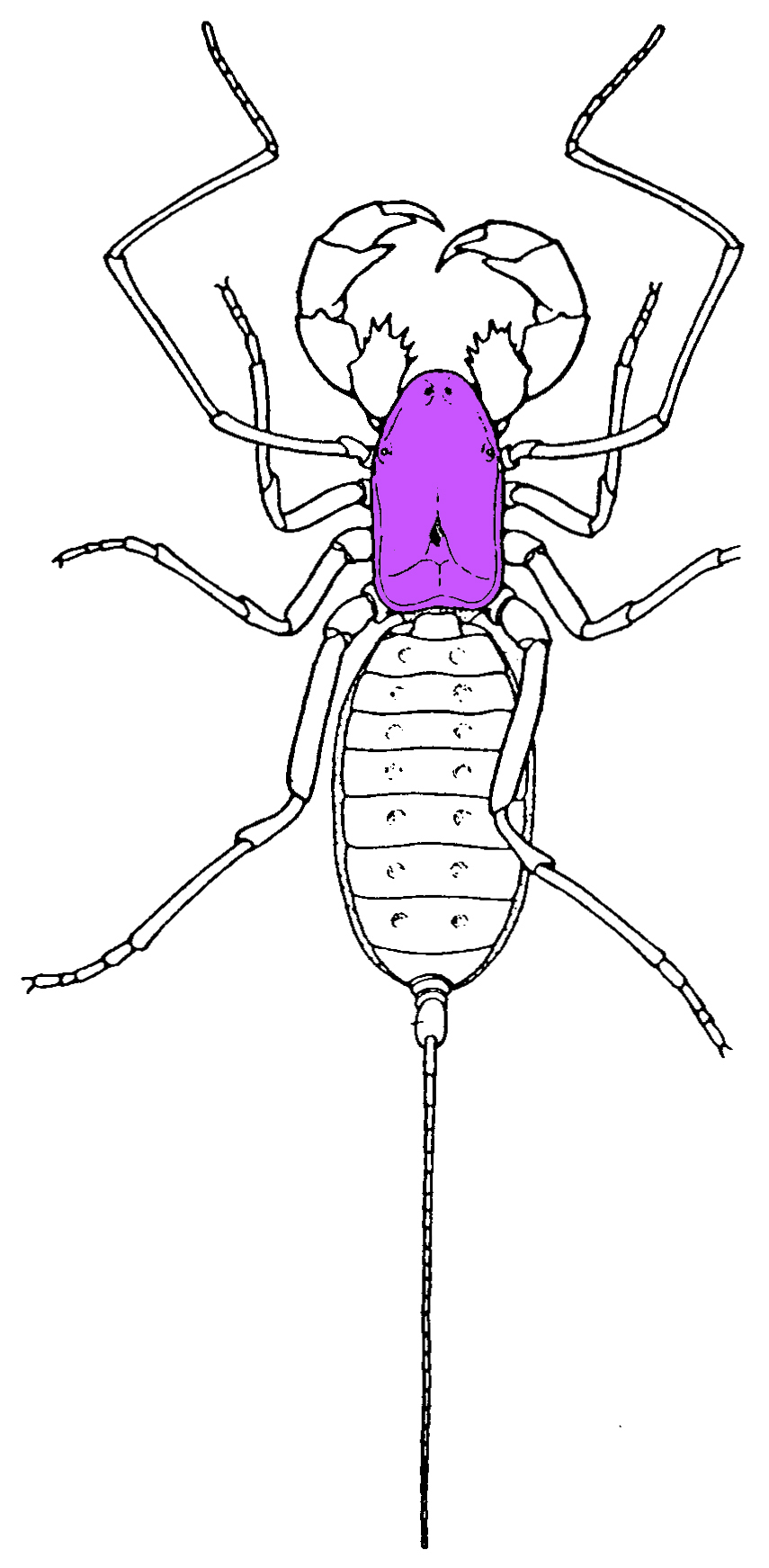
Изображение паукообразного. Карапакс выделен пурпурным цветом

## Карапакс паукообразных
У паукообразных карапакс покрывает головогрудь и является дорсальной частью её экзоскелета. Образован из слившихся просомальных тергитов. На карапаксе расположены глаза и некоторые другие органы.
Задний склеротизированный щиток некоторых клещей также иногда называют карапаксом.